# Not Dark Yet
Not Dark Yet je společné album amerických zpěvaček Shelby Lynne a Allison Moorer, které jsou zároveň sestrami. Vydáno bylo v srpnu roku 2017 a produkoval jej Teddy Thompson. Ten je synem hudebníka Richarda Thompsona a na albu hráli i dva členové tria Richarda Thompsona – bubeník Michael Jerome a baskytarista Taras Prodaniuk. Deska obsahuje převážně coververze, například od kapel Nirvana, The Killers, ale také od Boba Dylana, jehož píseň zároveň dala albu název.

## Seznam skladeb
1. My List (Brandon Flowers) – 2:53
2. Every Time You Leave (Charlie Louvin, Ira Louvin) – 2:24
3. Not Dark Yet (Bob Dylan) – 4:20
4. I'm Looking for Blue Eyes (Jessi Colter) – 2:58
5. Lungs (Townes Van Zandt) – 2:55
6. The Color of a Cloudy Day (Jason Isbell, Amanda Shires) – 4:04
7. Silver Wings (Merle Haggard) – 2:35
8. Into My Arms (Nick Cave) – 4:48
9. Lithium (Kurt Cobain) – 5:39
10. Is It Too Much (Allison Moorer, Shelby Lynne) – 4:47

## Obsazení
- Shelby Lynne – zpěv, doprovodné vokály, kytara
- Allison Moorer – zpěv, doprovodné vokály, kytara, klavír
- Erik Deutsch – varhany, klavír
- Michael Jerome – bicí, perkuse
- Don Heffington – bicí, perkuse
- Val McCallum – kytara
- Ben Peeler – kytara, pedálová steel kytara
- Doug Pettibone – kytara
- Taras Prodaniuk – baskytara
- Benmont Tench – klávesy, varhany, klavír, elektrické piano
- Teddy Thompson – baskytara, bicí, kytara, doprovodné vokály